# Accolade
Accolade va ser una empresa creadora i publicadora de videojocs del 1980 al 1990. Va ser creada el 1984 per veterans de la indústria del videojoc com Alan Miller i Bob Whitehead. Miller i Whitehead van fundar Accolade després de la creació d'una altra empresa important del sector com pot ser Activision, la primera desenvolupadora de videojocs de la tercera generació.
Accolade té seu a San Jose, Califòrnia en el gran Silicon Valley.

## Videojocs
Accolade va ser responsable de la creació de diversos videojocs memorables. Algunes de les sagues més conegudes i més ben venudes poden ser: Star Control, Test Drive, Jack Nicklaus Golf, Hardball i Bubsy.
- 4th & Inches1987
- 4th & Inches Team Construction Disk 1988[4]
- Accolade Comics  1987[5]
- Accolade In Action  1990
- Ace of Aces 1986[6]
- Altered Destiny 1990
- Ballz 1994
- Bar Games 1989
- Barkley: Shut Up and Jam!1994
- Battle Isle 2 (PC)1993
- Big Air (PlayStation)1998
- Blue Angels: Formation Flight Simulation 1989
- Brett Hull Hockey 95 1994
- Bubble Ghost 1987
- Bubsy 3D: Furbitten Planet 1996
- Bubsy II1994[7]
- Bubsy in: Claws Encounters of the Furred Kind 1993
- Bubsy in: Fractured Furry Tales1994
- The Cardinal of the Kremlin 1990
- Combat Cars (Sega Genesis)1994
- Cyclemania (PC)1994
- The Cycles: International Grand Prix Racing 1989
- Dam Busters 1984
- Day of the Viper1989[8]
- Deadlock: Planetary Conquest (PC) 1996
- Deadlock II: Shrine Wars (PC) 1998
- Don't Go Alone 1989
- Double Dragon 1988
- The Duel: Test Drive II 1989
- Elvira: Mistress of the Dark 1990[9]
- Elvira II: The Jaws of Cerberus 1991
- Eradicator (PC) 1996
- Fast Break 1988[10]
- Fight Night 1985[11]

- The Game of Harmony 1990
- The Games: Summer Challenge 1991
- The Games: Winter Challenge 1992
- Grand Prix Circuit 1988
- Grand Prix Unlimited 1992
- Gunboat 1990[12]
- HardBall 4 1994
- Hardball 5 1995
- HardBall 6 - 2000 Edition 1999
- HardBall II 1989
- HardBall III 1992
- HardBall! 1985[13]
- Hoverforce 1990
- Ishido: The Way of Stones 1990
- Jack Nicklaus 4 1997
- Jack Nicklaus 5 1998
- Jack Nicklaus Golf & Course Design: Signature Edition 1992
- Jack Nicklaus' Greatest 18 Holes of Major Championship Golf 1988
- Jack Nicklaus' Unlimited Golf & Course Design 1990
- Killed Until Dead 1986[14]
- Law of the West 1985[15]
- Les Manley in: Lost in L.A. 1992
- Les Manley in: Search for the King 1990
- Mean 18 1986[16]
- Mike Ditka Ultimate Football 1991
- Mini-Putt 1987
- Pelé II: World Tournament Soccer 1994
- PO'ed 1995
- Power at Sea 1987
- Viquipèdia: Space Station 1985
- Psi-5 Trading Company 1986[17]
- Rack 'Em 1988
- Redline 1999
- Road & Car 1991
- Serve & Volley 1988
- Slave Zero (PC) 1999
- Snoopy's Game Club 1992
- Speed Racer in The Challenge of Racer X
- Star Control[18]
- Star Control 1 & 2 CD Compendium
- Star Control 3
- Star Control Collection
- Star Control II[19]
- Steel Thunder
- Stratego
- Strike Aces
- SunDog: Frozen Legacy[20]
- Super Bubsy
- Test Drive[21]
- Test Drive 4 (PlayStation, PC)
- Test Drive 5 (PlayStation, PC)
- Test Drive II Car Disk: Musclecars
- Test Drive II Car Disk: The Supercars
- Test Drive II Scenery Disk: California Challenge
- Test Drive II Scenery Disk: European Challenge
- Test Drive II: The Collection
- Test Drive III: The Passion
- Test Drive Off-Road 3
- Test Drive: Off-Road
- Test Drive: Off-Road 2
- The Third Courier
- TKO
- The Train: Escape to Normandy[22]
- Turrican[23]
- Universal Soldier[24]
- Unnecessary Roughness
- Unnecessary Roughness '95 (PC, Sega Genesis)
- Unnecessary Roughness '96 (PC)
- Waxworks (PC)[25]
- Winter Challenge
- Zero Tolerance (Sega Genesis)[26]
- Zyconix